# Kenneth Arrow
Kenneth Joseph Arrow (Nova Iorque, 23 de agosto de 1921 – Palo Alto, 21 de fevereiro de 2017) foi um economista e matemático estadunidense.

## Biografia
Recebeu, junto a John Hicks, o Prémio de Ciências Económicas em Memória de Alfred Nobel de 1972. É considerado um dos fundadores da moderna (pós Segunda Guerra Mundial) economia neoclássica.
Seus trabalhos mais significativos são suas contribuições à teoria da escolha social, notadamente, "Arrow's impossibility theorem" (Teorema da impossibilidade de Arrow), e seu trabalho na análise de general equilibrium (equilíbrio geral).
O economista americano Kenneth Arrow é provavelmente conhecido sobretudo pela sua dissertação de doutoramento (no qual se baseia a sua obra Social Choice and Individual Values), onde demonstra o seu famoso "teorema da impossibilidade".
Arrow provou que, tendo em conta certos pressupostos sobre as preferências das pessoas por certas opções, é sempre impossível encontrar uma regra de eleição através da qual uma opção surja como a preferida. O exemplo mais simples é o paradoxo de Condorcet, cujo nome é uma homenagem ao matemático francês do sec XVIII. O paradoxo de Condorcet consiste no seguinte: Existem 3 candidatos à presidência, por ex. A, B e C. Um terço dos eleitores ordena-os como A, B e C; outro terço ordena-os como B, C e A; o último terço alinha-os como C, A e B. Assim, existe uma maioria que prefere A a B e outra maioria que prefere B a C. Aparentemente a maioria prefere A a C, mas de facto a maioria prefere C a A.